# S/S Karjalankoski
S/S Karjalankoski är ett finländskt ångfartyg, som byggdes av Tehtaat Lehtoniemi & Taipale Fabriker i Jorois 1905
S/S Karjalankoski har alltid trafikerat sjön Saimen, utom under ett år, då hon under namnet S/S Apollo hade Helsingfors som hemmahamn.